# Compagnie Maritime Belge
Die Compagnie Maritime Belge (CMB), auch Belgian Line genannt, war eine belgische Linienreederei und bestand von 1895 bis zum Jahr 2000.

## Geschichte
Die Reederei wurde 1895 auf Wunsch des belgischen Königs Leopold II. und mit Unterstützung britischer Investoren als Compagnie Belge Maritime du Congo (CBMC) gegründet, um einen Liniendienst von Europa in den damals als Privatbesitz Leopolds geltenden Kongo-Freistaat zu eröffnen. Das erste Schiff der neuen Reederei war die Léopoldville, die am 6. Februar 1895 zu ihrer ersten Ausreise von Antwerpen zum Kongo aufbrach. Die Kongoboote (niederländisch: Kongoboten) hielten diesen Dienst von Antwerpen für die nächsten rund sechzig Jahre aufrecht.

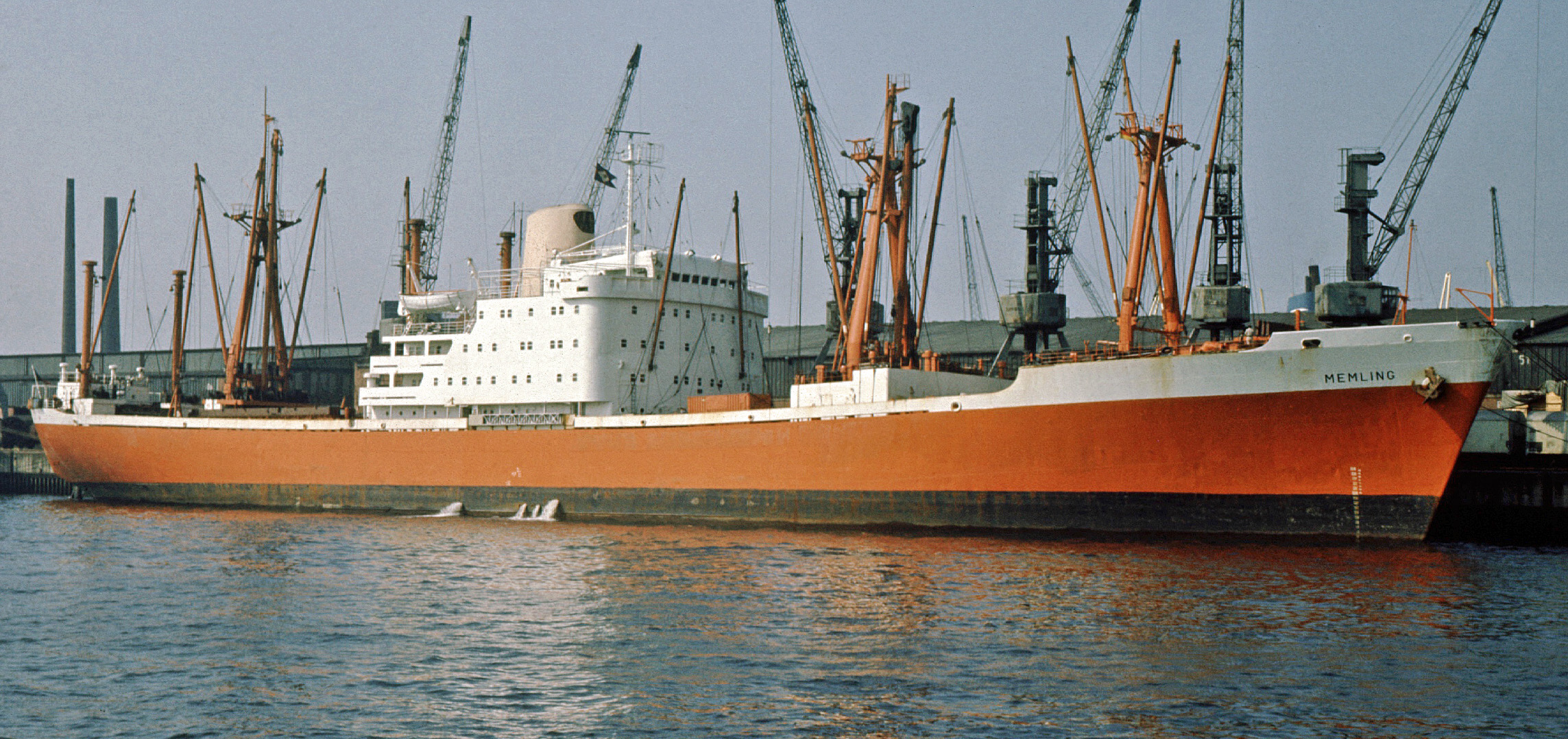
Typische Farbgebung der CMB-Frachtschiffe in den 1970er Jahren (Memling, 1973)

Als die CMBC 1930 die Reederei Lloyd Royal Belge erwarb, änderte man den Namen der neuen Gesellschaft auf Compagnie Maritime Belge (CMB) und eröffnete neue Liniendienste nach Amerika und Fernost. Im Jahr 1960 übernahm man Armement Deppe, die seinerzeit zweitgrößte belgische Reederei, und wandte sich mit dem Kauf von fünf Massengutschiffen zwischen 1963 und 1970 erstmals  Trampschifffahrt zu. In den frühen 1970er Jahren beteiligte sich das Unternehmen an den belgischen Fluggesellschaften BIAS International und Delta Air Transport. 1975 kam ein 40%iger Anteil an der Tramp-Reederei Bocimar hinzu, die man bis 1982 ganz erwarb. In den späten 1980er Jahren gliederte die CMB alle Linienschifffahrtsaktivitäten in eine neue Gesellschaft aus, die CMB Transport. Im Juli 1991 veräußerte der Hauptanteilseigner der CMB, die Société Générale de Belgique, ihre Anteile an die Almabo-Holding und deren Schifffahrtsgesellschaft Exmar.
1995 wurden die CMB Transport mit ihren Linienaktivitäten der Compagnie Maritime Belge zur Hälfte von der südafrikanischen Reederei Safmarine übernommen, die ihren Hauptsitz nach Antwerpen verlegte, 1998 auch die restlichen Anteile am CMB Transport übernahm und die CMB Linien später als SCL weiterführte. 1999, wurde Safmarine von der dänischen Reederei A.P. Møller-Mærsk übernommen, entschloss sich aber, die Marke Safmarine eigenständig zu belassen, statt sie in die damals als Maersk Sealand firmierende Maersk Line einzugliedern. Seit dem Jahr 2000 führte Safmarine den Namen Compagnie Maritime Belge jedoch nicht mehr weiter und löste die Linienaktivitäten unter dem Begriff CMB auch formal auf. Die Compagnie Maritime Belge (CMB) existiert heute als Schifffahrtsholding/Trampreederei und Finanzdienstleister.